# 三津田健
三津田 健（みつだ けん、1902年〈明治35年〉4月29日 - 1997年〈平成9年〉11月28日）は、日本の俳優。本名は満田 健児（みつだ けんじ）。別名に高須 健児。
文学座創立メンバーの1人であり、杉村春子と並んで同劇団の中心的俳優として亡くなるまで在籍した。同座公演『シラノ・ド・ベルジュラック』では、初演以降141回もシラノを演じ、「シラノ役者」として知られた。映画、テレビドラマにも脇役で活躍。同劇団内などでは「おとうちゃん」の愛称で呼ばれていた。

## 来歴・人物
1902年（明治35年）4月29日、東京府東京市牛込区矢来町（現在の東京都新宿区）に生まれる。4男1女の5人兄妹の末っ子で、父は英語教師をしていた。1920年（大正9年）、東京府立第四中学校を卒業後、第一早稲田高等学院に入学するが、長兄の反対に遭って退学し、家出して東京駅の改札係になる。翌1921年（大正10年）に長兄と和解し、杉浦重剛の称好塾を経て同校に再入学する。
1924年（大正13年）、早稲田大学文学部英文科に入学。1926年（大正15年）に投身自殺と服毒自殺を図るが、2度とも未遂に終わっている。1927年（昭和2年）、劇作家を志して大学を中退、地球座に加入し、高須健児を芸名とする。旗揚げ公演の『戦争の蠅』に出演し、加藤長治に師事した。
1930年（昭和5年）、尾上菊五郎が創設した日本俳優学校予科に入学。同期に植村謙二郎、里木佐甫良、山形勲らがいる。翌1931年（昭和6年）、日活太秦撮影所現代劇部に入社し、村田実監督の『海のない港』に本名で出演し映画デビューを飾った。やがて大部屋生活に飽き足らなくなり、日本俳優学校本科に再入学した。1935年（昭和10年）、俳優学校卒業と同時に日本俳優学校劇団に入った。
1937年（昭和12年）、杉村春子らと文学座の創立に参加し、芸名を三津田健とする。1940年（昭和15年）5月に同座運営委員、同年12月に代表者となった。戦中は移動演劇隊の隊長として地方を巡演し、1945年（昭和20年）5月から9月にかけて劇団ごと石川県小松市に疎開する。戦後は1960年（昭和35年）に同座理事、1962年（昭和37年）に常任委員となり、文学座を支えた。舞台では、『シラノ・ド・ベルジュラック』のシラノ役の演技が有名で、1951年（昭和26年）の初演以降141回も公演が行われた。その他『女の一生』の章介、『十三夜』の斎藤主計、『大寺学校』の光長などの当たり役がある。
映画にも早くから出演しており、渋谷実監督の『やっさもっさ』を始め、今井正監督『にごりえ』、溝口健二監督『山椒大夫』、木下惠介監督『楢山節考』などで地味な脇役を演じたが、日伊仏蘭合作のオムニバス映画『世界詐欺物語』の日本篇では、見せ金で女をひっかけようとして、餅をのどにひっかけて死ぬケチな老作曲家役で主演した。
高齢になっても演劇活動は衰えず、晩年は演劇界最長老の俳優として、1995年（平成7年）まで舞台に立った。晩年期は別役実作品に多く出演し、1987年（昭和62年）の『ドン・キホーテより 諸国を遍歴する二人の騎士の物語』では当時85歳ながらも、元文学座座員だった中村伸郎とW主演し、芸術祭賞と紀伊國屋演劇賞を受賞した。
1997年（平成9年）11月28日午前8時7分に脳梗塞のため死去（享年95歳）。

## 出演作品

### 映画
- 海のない港（1931年、日活）
- 小島の春（1940年、東京発声） - 宮田
- 母の地図（1942年、東宝映画） - 岸幾平吾
- 陸軍（1944年、松竹） - 友之丞
- 浦島太郎の後裔（1946年、東宝） - 豪田豪太郎
- 三本指の男（1947年、東横映画） - 久保銀造
- 新釈四谷怪談（1949年、松竹） - 一文字屋喜兵衛
- てんやわんや（1950年、松竹） - 清六
- 愛と憎しみの彼方へ（1951年、東宝） - 刑務部長
- 自由学校（1951年、松竹） - 羽根田
- わかれ雲（1951年、新東宝） - 藤村良平
- 風ふたたび（1952年、東宝）- 久松精二郎
- やっさもっさ（1953年、松竹） - 家令
- 続十代の性典（1953年、大映） - 校長先生
- 戦艦大和（1953年、新東宝） - 聯合艦隊司令部参謀
- にごりえ（1953年、文学座） - 斎藤主計
- 銭形平次捕物控 金色の狼（1953年、大家） - 喜助
- 山椒大夫（1954年、大映） - 藤原師実
- 心に花の咲く日まで（1955年、文学座） - 郵便屋
- 生きものの記録（1955年、東宝） - 荒木
- 柳生連也斎 秘伝月影抄（1956年、大映） - 徳川義直
- 四十八歳の抵抗（1956年、大映） - 矢崎部長
- 智恵子抄（1957年、東宝） - 八木敬一
- 夜の蝶（1957年、大映） - フランソワの客
- 危険な英雄（1957年、東宝） - 三原準之助
- 女殺し油地獄（1957年、東宝） - 山森森右衛門
- 悪徳（1958年、日映） - 白坂社長
- 楢山節考（1958年、松竹） - 照やん
- 眼の壁（1958年、松竹） - 昭和電業社長
- 絶唱（1958年、日活） - 橋本平吉郎
- 眠狂四郎無頼控 魔剣地獄（1958年、東宝） - 小早川淳斎
- 暗夜行路（1959年、東宝） - 佐伯氏
- 女が階段を上る時（1960年、東宝） - ビール会社重役・園田
- 忠直卿行状記 (1960年)
- 流転の王妃（1960年、大映） - 朝吹大将（本庄繁）
- 黒い画集 あるサラリーマンの証言（1960年、東宝） - 岡崎
- からっ風野郎（1960年、大映） - 川瀬
- 喧嘩太郎（1960年、日活） - 岩下隆介
- 悪い奴ほどよく眠る（1960年、東宝） - 有村公団総裁
- 闘牛に賭ける男（1960年、日活） - 高野圭一郎
- 女の勲章（1961年、大映） - 大原泰造
- 反逆児（1961年、東映） - 平岩親吉
- アラブの嵐（1961年、日活） - 黒木専務
- 娘と私（1962年、東宝） - 千鶴子の父
- 雲に向かって起つ（1962年、日活） - 岩見賢丈
- 松本清張のスリラー 考える葉（1962年、東映） - 村田露石
- 秦・始皇帝（1962年、大映） - 孟嘉
- 拝啓総理大臣様（1964年、松竹） - ルージュの父・藤原
- 二匹の牝犬（1964年、東映） - 三木
- 悪女（1964年、東映） - 円城礼次郎
- 卍（1964年、大映） - 先生
- 世界詐欺物語・日本篇（1964年）
- 廓育ち（1964年、東映） - 万春のおとうさん
- 仇討（1964年、東映） - 国家老・片貝頼母
- 昨日のあいつ今日のおれ (1965年、松竹)
- 赤ひげ（1965年、東宝） - まさえの父
- 脅迫（おどし）（1966年、東映） - 坂田
- 栄光への挑戦（1966年、石原プロ） - 八田隆平
- 斜陽のおもかげ（1967年、日活） - 津田文蔵
- 嵐来たり去る（1967年、日活） - 大友嘉助
- 人妻椿（1967年、松竹） - 有村喜助
- 眠れる美女（1968年、近代映画協会） - 初恋の少女の父
- 首（1968年、東宝） - 南東京大学教授
- 日本海大海戦（1969年、東宝） - 山県有朋[7]
- この青春（1971年、新星映画） - 山寺の和尚
- 必殺仕掛人（1973年、松竹） - 聖天の大五郎
- 小説吉田学校（1983年） - 幣原喜重郎

### テレビドラマ
- 東芝日曜劇場（TBS）
  - 第15回「釣堀にて」（1957年）
  - 第160回「大つごもり」（1959年）
  - 第202回「お犬さま係」（1960年）
  - 第326回「四つの肖像」（1963年）
  - 第459回「都ぞ弥生」（1965年） - 大岡宇一郎
- 久保田万太郎アワー（NTV）
  - おはん（1957年）
  - おりき（1958年）
- 文学座アワー / 泥棒と赤ん坊（1958年、NTV）
- ここに人あり（NTV）
  - 第51回「さち子の結婚」（1958年）
  - 第62回「第二の誕生日」（1958年）
  - 第93回「月の宿」（1959年）
- テレビ劇場（NHK）
  - 彼女は再び現れた（1958年）
  - 長崎の風（1960年）
  - 暁（1960年）
  - 夜鵺（1961年）
  - 臨港線の走る町（1962年）
  - 利助の赤ん坊（1962年）
- 事件記者 第17話「仮面」（1958年、NHK） - 梅園高前
- ヤシカゴールデン劇場 / 雲と遊んだ（1958年、NTV）
- 東芝家族劇場 第2回「俺は許せない」（1959年、NET）
- 雑草の歌 第45回「神々の愛でし子」（1959年、NTV）
- お好み日曜座 / 命美わし（1959年、NHK）
- 灯、今も消えず / 近松門左衛門（1959年、NTV）
- 日立劇場（KR）
  - 第5話「妻の書きおき」（1959年）
  - 第12話「かくて新年は」（1959年）
  - 第19話「友情の箱」（1960年）
  - 第31話「象を喰った連中」（1960年）
- 三菱ダイヤモンド劇場 / お吟さま（1960年、CX）
- この空の下に 第13回「坑口」（1960年、NTV）
- NECサンデー劇場（NET）
  - 焔の像（1960年） - 平山碧山
  - 女殺油地獄（1960年）
  - 小指（1960年）
- サンヨーテレビ劇場 / 血と虹（1960年、KR） - 川岸中佐
- 女の四季（NTV）
  - 第19・20回「好日悪日」（1960年）
  - 第21・22回「花嫁衣装」（1960年）
- おかあさん 第48回「蛇の夜」（1960年、KR）
- 灰色のシリーズ 第19・20回「急行出雲」（1960年、NHK）
- 侍（CX）
  - 第8回「生きていた秀光」（1960年）
  - 第26回「孤剣」（1961年）
- グリーン劇場 第21回「霜柱」（1961年、TBS）
- 松本清張シリーズ・黒い断層 第40回「支払い過ぎた縁談」（1961年、TBS） ※主演
- 西鶴物語 第17回「勘当者徳三郎」（1961年、NET）
- 決定的瞬間（NTV）
  - 第18回「ブーム」（1961年）
  - 第26回「笑い」（1961年）
- 東芝土曜劇場（CX）
  - 第111回「激しい流れ」（1961年）
  - 第238回「みんなが見ている」（1963年） - 川畑教授
- テレビ指定席（NHK）
  - 鳩を売る少年（1961年）
  - 永遠のためいき（1961年）
  - 夜の出帆（1966年）
- 文芸劇場（NHK）
  - 第35回「最後の枝」（1962年）
  - 第66回「小さな王国」（1963年）
- 夫婦百景（NTV）
  - 第217回「娘・父・母」（1962年）
  - 第352回「翡翠」（1966年）
  - 第356回「薔薇とおから」（1966年）
- 結婚 第10回「鳥籠」（1962年、CX）
- 近鉄金曜劇場（TBS）
  - 勝負師（1962年）
  - 若き日の摂津守（1963年）
  - 破魔矢（1965年）
  - 激流にのれ（1966年）
- 創作劇場 / 予告された椅子（1962年、NHK）
- シャープ火曜劇場 第68回「孤愁」（1962年、CX） - 宿の主人
- NHK大河ドラマ（NHK）
  - 花の生涯（1963年） - 薬師寺筑前守
  - 太閤記（1965年） - 茶碗屋捨次郎
  - 春の坂道（1971年） - 織田有楽斎
  - 国盗り物語（1973年） - 鞍谷刑部
  - 元禄太平記（1975年） - 宗海
- ダイヤル110番 第279話「捜査二課16号室」（1963年、NTV）
- 嫁ぐ日まで 第1回「娘ごころ」（1963年、CX）
- 判決（NET）
  - 第19話「地面師」（1963年）
  - 第38話「傷ついたキャンパス」（1963年）
  - 第75話「活きた矢」（1964年）
  - 第115話「太陽は見放さない」（1964年）
  - 第145話「この壁を破れ」（1965年） - 院長
  - 第187話「心の橋」（1966年）
- 日本映画名作ドラマ / 貸間あり（1963年、NET）
- 一千万人の劇場 / 小さき闘い（1963年、CX）
- 男嫌い（1963年、NTV） - 叔父
- ライオン奥様劇場 / 或る女（1964年、CX）
- 日産スター劇場（NTV）
  - 喪服の女（1965年）
  - 嵯峨人形（1965年）
  - 素敵な犬と可愛い猫と（1965年）
  - でんぐり返れ19才（1965年）
- NHK劇場（NHK）
  - 落ち梅記（1965年）
  - 春うらら（1966年）
  - 雨戸をあけて（1966年）
  - 去年の秋（1968年）
- 風雪 / 鉄の神様本多光太郎（1965年、NHK） - 北条時敬総長
- シオノギテレビ劇場 / 戸田家の兄妹（1965年、CX）
- 剣（NTV）
  - 第14回「天一坊と伊賀亮」（1967年） - 松平伊豆守
  - 第27回「首斬り浅右衛門」（1967年）
- 銀河ドラマ（NHK）
  - 女優 わが道（1969年） - 間宮
  - 朱鷺の墓（1970年） - 石垣
- 戦国艶物語（1969年 - 1970年、TBS） - 本多忠政
- ポーラテレビ小説 / 安ベエの海（1969年 - 1970年、TBS）
- プレイガール 第138話「魚は陸で女は海で釣れ」（1971年、12CH）
- 必殺仕掛人 第33話「仕掛人掟に挑戦!」（1973年、ABC / 松竹） - 音蔵
- 太陽にほえろ! 第47話「俺の拳銃を返せ」（1973年、NTV） - ポエムのマスター
- 子連れ狼 第2シリーズ 第7話「狼来たりなば」（1974年、NTV） - 清右衛門
- 日本沈没 第9話「海底洞窟の謎」（1974年、TBS / 東宝） - 大西良夫
- 日本巌窟王 第22話「火の女お夕」（1979年、NHK） - 覚禅
- おやじの台所 第4話「夫と姑の関係は?」（1981年、ANB） - 森崎喜代治
- おさんの恋（1985年10月12日、NHK） - 三右衛門

### 舞台
- 別れも諭し（1938年） - モーリス
- クノック（1938年） - クノック
- 魚族（1938年） - 父親
- ゆく年（1938年） - 庄三郎
- 秋水嶺（1938年） - 山口壱策
- 釣堀にて（1938年） - ボーイ
- かどで（1939年） - 仙二郎
- 蒼海亭（1939年） - セザール
- 可児くんの面会日（1939年） - 泊
- 旧友（1939年） - 山野文治
- ロミオとジュリエット（1939年） - ロミオ
- マントンにて（1939年） - ルイ老人
- 売られる開墾地（1939年） - 清作
- 瀬戸内海の子供ら（1940年）
- 炬火おくり（1940年） - シタンジイ
- 歯車（1940年） - 石津清松
- 野鴨（1940年） - グレーゲルス・ヴェルレェ
- ルリュ爺さんの遺言（1940年） - アレクザンドル爺さんおよびルリュ爺さん
- かっこう（1940年） - 小使
- ファニー（1940年、1952年） - セザール
- バスツール（1941年） - 老学者
- 巡礼（1941年） - 下男
- 陳夫人（1941年） - 陳阿山
- わが町（1941年） - 進行係
- 弥太五郎源七（1941年） - 捕吏
- 佐宗医院（1941年） - 佐宗五朗
- 黄塵（1942年） - 上野
- 富島松五郎伝（1942年、1969年） - 尾形重蔵
- 落葉樹（1942年） - 泰秀
- 町の音（1942年） - 玉吉
- 海彦山彦（1943年） - 海彦
- 北京の幽霊（1943年） - 平田博士
- お豊さん（1943年） - 正太郎
- 勤王届出（1943年） - 下国東七郎
- 寿の町（1943年） - 池見庄吉
- 田園（1943年） - 村長桑名
- 歓呼の町（1944年） - 古川周平
- 我等何をなすべきか（1944年） - 重松慎蔵
- 鳥獣合戦（1944年） - 虎オヒト宰相・怪獣チウダ博士
- 棒押し（1944年） - 父親藤兵衛
- 海はあかね雲（1945年） - 司令
- 結婚の申し込み（1945年） - 秩父番助
- 女の一生（1945年、1960年、1968年） - しずの弟章介
- 太平洋の防波堤（1945年） - 老船頭忠五郎
- 海の音（1945年） - 影村勝造
- 冬（1946年） - その叔父喜兵衛
- 河（1946年） - 詩人清水信太郎
- 浦島と乙姫（1946年） - 老作家浦島
- 故郷の声（1946年） - 卯吉
- 或る女（1946年） - 倉地三吉
- 商船テナシティー（1946年） - 港の労働者
- 寒鴨（1947年） - 駐在岩田
- 孤客（1947年） - フィラント
- 結婚申込（1947年） - チェブコフ
- 戸を開け、さらずば閉じよ（1947年） - 伯爵
- 署長さんはお人好し（1947年、1951年） - 警察署長
- あきくさばなし（1947年） - 庄吉
- シラノ・ド・ベルジュラック（1947年、1951年、1967年） - シラノ
- トルアデック氏の放蕩（1948年） - トルアデック氏
- 雲の涯（1948年） - 儀順
- 挿話（1949年） - 師団長倉田
- 姫岩（1949年） - 歩いてきた男
- 速水女塾（1949年） - 秀策
- わが心高原に（1949年） - ジャスパア・マッグレガア
- ママの貯金箱（1949年） - クリス伯父さん
- かくて新年は（1949年） - 庫純
- 娼婦マヤ（1950年） - ヴィクトール
- クック船長航海異聞（1950年） - 酋長ウートゥール
- ワーニャ伯父さん（1951年） - テレーギン
- 武蔵野夫人（1951年） - 萩野長作
- マリウス（1952年、1984年） - セザール
- セザール（1952年） - セザール
- 祖国喪失（1952年） - 朱慶昭
- 娼婦マヤ（1952年） - 航海者
- 長いクリスマス・ディナー（1952年） - ブランドン
- 孤憑（1952年） - 毅然とした読み手
- 欲望という名の電車（1953年） - スティーブ・ハブル
- 島（1953年） - 南条善作
- 夜の向日葵（1953年） - 松阪犀翁
- 富島松五郎伝（1953年） - 富島松五郎
- 思い出を売る男（1954年） - 通行人
- どん底（1954年） - 役者
- 探偵物語（1954年） - ル・プロディ刑事
- 作者を探す6人の登場人物（1955年） - 演出家
- ハムレット（1955年） - クローディアス
- なよたけ（1955年） - 石ノ上ノ綾麻呂
- ヤシと女（1956年） - スケート協会理事長光村
- 肥前風土記（1956年） - グランピエル
- 鹿鳴館（1956年） - 宮村陸軍大将
- 二号（1957年） - 武本
- 大寺学校（1957年） - 大寺三平
- 楊貴妃（1957年） - 高力士
- 明智光秀（1957年） - 小栗栖長兵衛
- お月さまのジャン（1957年） - マルスリンの前の情夫リシア
- 守銭奴（1957年） - アンセルム
- 国性爺（1958年） - 老一官
- マクベス（1958年） - ダンカン
- 薔薇と海賊（1958年） - 勘次
- がらしあ細川夫人（1959年） - 細川幽斎
- 怒りを込めて振り返れ（1959年） - レッドファン大佐
- 黄色と桃色の夕方（1959年） - 堀内梅太
- 熱帯樹（1960年） - 恵三郎
- 陽気な幽霊（1960年） - ブラッドマン博士
- 塔（1960年） - 黒住大蔵
- 十日の菊（1961年） - 垣見
- パリ繁昌記（1962年） - ガストン
- 光明皇后（1962年） - 橘諸兄
- 守銭奴（1962年） - アルパゴン
- 調理場（1963年） - マランゴ
- 日本の孤島（1963年） - 皿貝練平
- トスカ（1963年） - アッタヴァンティ侯爵
- 雨空（1963年） - 長平
- 萩すすき（1963年） - 長平
- 大麦入りのチキンスープ（1964年） - ハイミイ・コソップ
- 夜長（1965年） - 望月三吉
- 友絵の鼓（1965年） - 万次郎
- 戦場のピクニック（1965年） - ペバン氏
- おりき（1965年） - 結城朝之助
- 十三夜（1965年） - 斎藤主計
- 女学生（1966年） - クリザール
- 山袋（1966年） - 祝辞の声
- おりき（1966年） - 源七
- 5人のモヨノ（1967年） - 竹谷進之助
- 大寺学校（1967年） - 光長正広
- 薔薇よりも孔雀（1968年） - 井之口利之
- メアリー・スチュアート（1968年） - メルビル
- 五稜郭血書（1969年） - 高松凌雲
- あわれ彼女は娼婦（1970年） - フローリオ
- 花の館（1970年） - 相阿弥
- 華岡青洲の妻（1971年） - 良庵
- 怒濤（1971年） - 長谷川泰
- にごりえ（1971年） - 松田
- 枕氏の日本夫人（1972年） - 小牧繁太
- ふるあめりかに袖はぬらさじ（1972年） - 岡田
- おさい権三（1973年） - 岩木忠太兵衛
- 怪談牡丹灯籠（1974年） - 良石和尚
- 天守物語（1974年） - 近江之丞桃六
- おおつごもり（1975年） - 宇太郎
- 鬼灯（1975年） - 田川兵庫入道
- 開化草子電信お玉（1976年） - 黒沼剛輔
- 土曜・日曜・月曜（1976年） - アントニオ
- 金木犀はまだ咲かない（1977年） - 馬越三右衛門
- 日本少年ドン・キホーテに遇う（1978年） - ドン・キホーテ
- 日の浦姫物語（1978年） - 宗親
- 東海道おらんだ怪談（1978年） - 甚左衛門・吉兵衛・源四郎
- もず（1979年） - 一福の主人
- 乱（1980年） - 海老名敬斎
- ハロルドとモード（1981年） - 神父
- ドレッサー（1981年） - サー
- 新釈金色夜叉（1981年） - 鴨沢隆三
- 息子はつらいよ（1982年） - おやじニック
- 桜の園（1982年） - フィールス
- ジョバンニの父への旅（1987年） - 男
- ドン・キホーテより 諸国を遍歴する二人の騎士の物語（1987年） - ドン・キホーテ（中村伸郎との共演）
- 好色一代女（1988年） - 柊木藤右衛門
- 場所と思い出（1988年） - 男
- ももからうまれたももたろう（1988年） - 男
- 遊・遊・家族（1989年） - マーチン・ヴァンダーホフ
- 山猫からの手紙（1990年） - 男
- 傾く時のなかで（1992年） - 父
- 鼻（1994年） - 男
- 雛（1995年） - 男

### 吹き替え
- 白雪姫 （1937年、ウォルト・ディズニー・カンパニー） - グランピー（※大映上映版）
- ピノキオ （1940年、ウォルト・ディズニー・カンパニー） - ゼベット（※大映上映版）
- わんわん物語 （1955年、ウォルト・ディズニー・カンパニー） - ジョック（※大映上映版）
- わが道を行く　TVシリーズ　(1963年 - 1964年、NHK) - フィッツギボンズ神父(レオ・G・キャロル)

## 受賞・受章歴
- 1968年：紫綬褒章
- 1974年：勲四等旭日小綬章
- 1980年：第6回菊田一夫演劇賞 『ドレッサー』
- 1986年：第14回日本新劇製作者協会賞[8]
- 1987年：第22回紀伊国屋演劇賞 個人賞 『ジョバンニの父への旅』『ドン・キホーテより 諸国を遍歴する二人の騎士の物語』
- 1987年：第42回芸術祭賞 『ドン・キホーテより 諸国を遍歴する二人の騎士の物語』
- 1995年：第2回読売演劇大賞 優秀男優賞 『鼻』